# Jennifer Mucino-Fernandez
Jennifer Mucino-Fernandez (Boston, 18 de diciembre de 2002) es una deportista estadounidense que compite en tiro con arco, en la modalidad de arco recurvo.
En los Juegos Panamericanos de 2023 obtuvo una medalla de oro en la prueba por equipo. Participó en los Juegos Olímpicos de Tokio 2020, ocupando el octavo lugar en la prueba por equipo.

## Palmarés internacional
| Juegos Panamericanos | Juegos Panamericanos | Juegos Panamericanos | Juegos Panamericanos |
| Año                  | Lugar                | Medalla              | Prueba               |
| -------------------- | -------------------- | -------------------- | -------------------- |
| 2023                 | Santiago (Chile)     | Medalla de oro       | Equipo               |